# Glühendes Feuer
Glühendes Feuer (Originaltitel: Donde hubo fuego) ist eine mexikanische Dramaserie, die von José Ignacio Valenzuela erdacht wurde, der sich zuvor bereits für die Serie Wer hat Sara ermordet? verantwortlich gezeichnet hat. Die Serie wurde am 17. August 2022 weltweit auf Netflix veröffentlicht.

## Handlung
Die Brüder Daniel „Dani“, ein Journalist, und Alfonso „Poncho“ Quiroga wuchsen als Waisen auf. Nach dem sein Bruder ermordet wurde, macht sich Poncho auf die Suche nach dem Täter. Seine Spur führt ihn zu einer Feuerwache in einem Viertel von Mexiko-Stadt. Er schleust sich verdeckt als Feuerwehrmann ein und beginnt seine Ermittlungen, während er seiner täglichen Arbeit nachgeht. Die einzige Feuerwehrfrau auf der Wache, Olivia Serrano, findet seiner wahre Identität heraus und unterstützt ihn bei seiner Suche. Dabei beginnen die beiden eine Beziehung miteinander, die sie vor den anderen verheimlichen. Poncho findet heraus, dass sein Bruder Recherchen über den „Schlächter von Reynosa“ nach gegangen ist, ein Serienkiller der Jahre zuvor sein Unwesen trieb. Dabei wurde er von dem Journalisten Eliás Solórzano unterstützt. Dieser fällt genauso wie die Anwältin Betty später ebenfalls dem Serienkiller zum Opfer. Dani fand dabei Hinweise, die zu seinen und Ponchos Eltern führen. Er kam somit dahinter, dass der „Schlächter von Reynosa“ ihr Vater sein muss. Ebenfalls fand er Beweise, die in die Feuerwehrwache führen, die sich später als falsch herausstellen.
Zeitgleich taucht Ricardo Urzúa als neuer Leiter der Wache auf, nachdem er mehrere Jahre wegen Mordes in Haft saß. Er wurde zuvor als der „Schlächter von Reynosa“  verurteilt und ist ebenfalls auf der Suche nach Antworten. Außerdem muss er versuchen die Wache vor dem finanziellen Bankrott zu retten. Dies gelingt ihm mit Hilfe von Olivia, die ihn an seine verstorbene Frau Flor erinnert. Ricardo versucht eine Beziehung zu seinem Sohn Poncho auf zu bauen, was jedoch schwieriger ist als gedacht. Mit der Zeit lernen sich die beiden besser kennen und werden Vater und Sohn. Außerdem trifft er in Mexiko-Stadt seine alte Freundin Gloria „Glorita“ Carmona, die in der Nähe der Wache eine Pension betreibt. Dort wohnen neben ihrem Sohn Fabio auch noch Rosário Sarmiento, Penélope „Lopita“ und Mayte. Gloria und Ricardo kommen sich mit der Zeit näher und werden am Ende ein Paar.
Auch die anderen Feuerwehrmänner und Pensionbewohner haben mit ihren Problemen zu kämpfen:
- Ángel Linares, der stellvertretende Leiter der Wache, ist wütend, dass er beim Besetzen der Leitposition übergangen wurde, und versucht alles um Ricardo schlecht zu machen. Außerdem hat er wegen des Gesundheitszustands seines Vaters finanzielle Schwierigkeiten und bestiehlt die Wache. Nach dem Tod seines Vaters wird er von Lopita getröstet, dabei kommen sich die beiden näher und sie werden ein Paar. Auch mit Ricardo freundet er sich langsam an und respektiert ihn als seinen Vorgesetzten.
- Gerardo „Gera“ führt eine Beziehung mit Mayte, fühlt sich jedoch auch zu Fabio hingezogen. Seine Eltern erwarten jedoch von ihm, dass er Mayte heiratet. Da er zu seiner Homosexualität nicht stehen will, macht er Mayte einen Heiratsantrag. Mit der Zeit erkennt Gera, dass er mit Fabio zusammen sein möchte. Als Mayte verdacht schöpft, offenbart sie Gera’s Eltern, dass sie heiraten wollen. Beim Feuerwehrball gestehen sich Fabio und Gera ihre Gefühle füreinander ein und offenbaren ihre Beziehung. Gera wird daraufhin von seinen Eltern gemieden. Als Fabio ihm ein Heiratsantrag macht, nimmt Gera diesen zunächst nicht an. Später heiraten die beiden und Gera kann sich mit seinen Eltern versöhnen. Mayte wiederum bewirbt sich um ein Musik-Stipendium in Paris und erhält dieses. Sie spricht sich mit Gera und Fabio aus.
- Alejandro Molina führt mit der Psychologin Ana Linares, Ángels Schwester, eine Affäre, möchte jedoch eine ernsthafte Beziehung mit ihr eingehen. Ana hat jedoch mit ihrer Vergangenheit zu kämpfen, da sie ihren Ex-Mann Luis während ihrer Ehe mehrmals betrogen hat. Außerdem kämpft sie um das Sorgerecht ihrer Tochter, welches ihr später auch zugesprochen wird. Nachdem sie ihre Wohnungen wegen den kostspieligen Operationen ihres Vaters, für dessen Gesundheitszustand sie sich verantwortlich fühl, verkauft hat, zieht sie mit Molina und der Fotografin Gabby zusammen. Die drei beginnen eine Beziehung miteinander. Gaby wird später von Molina schwanger. Diese möchte das Kind zunächst abtreiben, aber dann verunglückt Molina. Dieser ist daraufhin querschnittsgelähmt, was ihm zuschaffen macht. Durch Ricardos Hilfe kann er jedoch einen administrativen Job in der Feuerwache übernehmen.
- Julián kämpft mit psychischen Problemen, da er den Tod seines Bruders, der in seiner Jugend während seiner Aufsicht geschah, nicht verarbeiten kann. Er versucht dies mit Alkohol und selbstverletzendes Verhalten zu kompensieren. Er lernt bei einem Einsatz die schwangere Fatima kennen, mit der er eine Beziehung eingehen möchte. Diese wird jedoch durch das Auftauchen von Manuel, der Vater von Fatimas Kind, verhindert. Nach dem Manuel versucht hat das Kind zu entführen, kommen Fatima und Julián zusammen.
- Rosário arbeitet als angehendes Model und erhält die Diagnose Brustkrebs, möchte dies jedoch zunächst nicht akzeptieren. Erst als ihr Julián sie ermutigt, beginnt sie mit der Chemotherapie und hat mit den Nebenwirkungen zu kämpfen. Sie beginnt eine Beziehung mit Erick, reist jedoch für ihre Genesung zu ihrer Mutter. Am Ende kehrt sie nach Mexiko-Stadt zurück.
- Glorita muss erfahren, dass ihr toter Ehemann noch einen weiteren Sohn, Erick, hat. Dieser taucht nun bei ihr und Fabio auf und möchte seinen Halbbruder kennen lernen. Glorita ist davon zunächst nicht begeistert, akzeptiert dies jedoch und lernt Erick ebenfalls besser kennen. Zusammen eröffnen sie in der Pension ein Restaurant.
- Lopita leidet darunter, dass ihre Mutter wegen des Mordes an ihrem Vater im Gefängnis saß. Ángel möchte ihr helfen, aber dann muss sie erfahren, dass ihre Mutter gar nicht aus dem Gefängnis herausmöchte. Dies will Lopita zunächst nicht akzeptieren. Später zieht ihre Mutter bei ihr ein und arbeitet im neu eröffneten Cafe von Glorita und Erick.

Bei einem Einsatz trifft Poncho auf Leonora Robledo, die Freundin von Dani, die ihm bei seinen Ermittlungen ebenfalls unterstützen möchte. Olivia ist skeptisch und misstraut ihr, was zu Spannungen in ihrer Beziehung zu Poncho führt. Bei ihren Nachforschungen kommt sie auch Ricardo näher und die beiden küssen sich. Als Poncho erfährt, wer sein Vater ist, will er zunächst nichts von ihm wissen. Bei einem Feuerwehreinsatz kommen sich die beiden jedoch näher. Leonora stellt sich später als Polizistin heraus, die über den Fall „Schlächter von Reynosa“ ermittelt. Sie vermutete, dass Eliás als Spitzel für den Schlächter gearbeitet hat. Ihre Spuren führen zu Hugo González Cortez, ein Polizist und der damalige beste Freund von Ricardo. Dieser galt jahrelang als Tot, bis sie sein Grab exhumieren. Es stellt sich ebenfalls heraus, dass Olivia in Wahrheit Hugos Tochter ist, der mittlerweile unter den Namen Noé Serrano Diccarey lebt. Olivia wurde von Hugo auf Poncho angesetzt. Als Olivia klar wird, dass ihr Vater hinter den Morden an Dani und den andern steckt, möchte sie Poncho die ganze Wahrheit sagen. Als sie diesen jedoch in flagranti mit Leonora erwischt, kehrt sie zu ihren Vater zurück und unterstützt ihn bei seinem Racheplan. Leonora wiederum hat gegenüber Olivia Verdacht geschöpft und kommt dahinter, dass Noé in Wahrheit Hugo ist. Als sie ihn verfolgt, wird sie von Hugo erschossen. Er versucht mit Hilfe von Olivia die Tat Poncho unterzuschieben, aber als seine Tochter realisiert, was Hugo getan hat, gesteht sie den Mord an Leonora. Sie erkennt, wer ihr angeblicher Vater wirklich ist und stellt sich gegen ihn. Aus diesem Grund möchte Hugo Olivia aus dem Verkehr ziehen und entführt sie. 
In Rückblenden wird immer wieder gezeigt, was 25 Jahre zuvor geschehen ist. Flor, die Ehefrau von Ricardo und die Mutter von Dani und Poncho, fühlte sich von Hugo belästigt und verfolgt. Ihr Mann jedoch glaubt ihr dies nicht, da Hugo sein Freund ist. Eines Abends vergewaltigt Hugo Flor, da er der Meinung ist, dass Flor viel besser zu ihm als zu Ricardo passt. Als er jedoch erkennt, dass Flor nur Ricardo liebt, beschließt er sie zu töten. Er legt das Feuer und schob es Ricardo unter. Als seine damalige Freundin Isabel, Ricardos Schwester, im auf die Schliche kam, gab sie Dani und Poncho in die Obhut eines Waisenhauses. Sie hat herausgefunden, dass Hugo weitere Frauen getötet hat und diese in einem Lager versteckt hält. Hugo tötete sie und täuschte seinen Tod vor. Zuvor wurde er jedoch von einer Nachbarin Flors als Täter identifiziert. Er tötet diese ebenfalls und nimmt dessen kleines Kind, die kleine Olivia, bei sich auf. Er zieht Olivia als seine eigene Tochter groß. Jahre später fälscht er zusammen mit Eliás Solórzano Beweise, die Dani dazu veranlasst haben, den Serienkiller in der Feuerwache zu suchen. Hugo tötet deshalb Eliás und den damaligen Leiter Artemio Roman.
Poncho und Ricardo kommen nach und nach auch hinter Noé Serrano Diccarey wahre Identität als „Schlächter von Reynosa“. Zusammen machen sie sich auf die Suche nach Oliva und können sie retten. Poncho und Olivia werden wieder ein Paar und ziehen zusammen. Olivia kann das Erlebte jedoch nicht abschließen und hat immer wieder Albträume von Hugo. Eines Abends taucht Hugo bei Poncho und Olivia auf. Er betäubt die beiden und will das Haus in Flammen setzen. Ricardo, der von Hugo Hinweise erhalten hat, taucht ebenfalls auf und es kommt zu einem Kampf zwischen den beiden. Am Ende wird Hugo im brennden Haus von einem Kronleuchter erschlagen. Poncho, Olivia und Ricardo können endlich die Vergangenheit hinter sich lassen und ein ruhiges Leben beginnen.

## Besetzung und Synchronisation
Die deutschsprachige Synchronisation entstand nach den Dialogbüchern von Svenja Holm, Christiane Linde und Vasanthi Kuppuswamy sowie unter der Dialogregie von Heiko Akrap und Michael Noack durch die Synchronfirma TV+Synchron in Berlin.

### Hauptdarsteller
Sortiert nach der Reihenfolge des Einstiegs. 
| Rolle                                                                    | Schauspieler             | Folge       | Synchronsprecher     |
| ------------------------------------------------------------------------ | ------------------------ | ----------- | -------------------- |
| Alfonso „Poncho“ Quiroga geb. Alfonso Urzúa Luján alias Alfonso Carrasco | Iván Amozurrutia         | 1–39        | Florian Hoffmann     |
| Ricardo Urzúa Lozano                                                     | Eduardo Capetillo        | 1–39        | Peter Flechtner      |
| Gloria „Glorita“ Carmona                                                 | Itatí Cantoral           | 1–39        | Almut Zydra          |
| Olivia Serrano                                                           | Esmeralda Pimentel       | 1–39        | Gabrielle Pietermann |
| Leonora Robledo †                                                        | Oka Giner                | 1–25, 31–32 | Christin Quander     |
| Daniel „Dani“ Quiroga † geb. Daniel Urzúa Luján                          | Mauricio Hénao           | 1–21        | Nils Nelleßen        |
| Ricardo Urzúa Lozano (als junger Mann)                                   | Eduardo Capetillo Gaytán | 1–35        | Peter Flechtner      |
| Hugo González Cortez (als junger Mann)                                   | Manuel Alcaraz           | 1–36        | Nico Nothnagel       |
| Julián                                                                   | Polo Morín               | 1–39        | Dirk Talaga          |
| Alejandro Molina                                                         | Antonio Sotillo          | 1–39        | Armin Schlagwein     |
| Gerardo „Gera“                                                           | Daniel Gama              | 1–39        | Konrad Bösherz       |
| Ángel Linares                                                            | Humberto Busto           | 1–39        | Frank Röth           |
| Fabio                                                                    | Nahuel Escobar           | 1–39        | Julian Tennstedt     |
| Rosário Sarmiento                                                        | Rebeca Herrera           | 1–39        | Heide Ihlenfeld      |
| Penélope „Lopita“                                                        | Mónica Guzmán            | 1–39        | Isabella Vinet       |
| Mayte                                                                    | Giovanna Reynaud         | 1–39        | Peggy Pollow         |
| Ana Linares                                                              | Ana Jimena Villanueva    | 2–39        | Antje Thiele         |
| Hugo González Cortez † alias Noé Serrano Diccarey                        | Plutarco Haza            | 4–39        | Jan Kurbjuweit       |
| Gaby                                                                     | Tamara Mazarraza         | 7–39        | Lisa Braun           |
| Erick                                                                    | José Manuel Rincón       | 20–39       | Benjamin Kiesewetter |

### Nebendarsteller
| Rolle             | Schauspieler       | Folge      | Synchronsprecher     |
| ----------------- | ------------------ | ---------- | -------------------- |
| Espinoza          | Adrián Aguirre     | 1–39       | Dennis Herrmann      |
| Flor †            | Lucero Cardoza     | 1–35       | Ilka Teichmüller     |
| Isabel †          | Andrea de Fátima   | 1–13       | Andrea Cleven        |
| Eliás Solórzano † | Javier Díaz Dueñas | 1–2, 10–24 | Hanns Jörg Krumpholz |
| Artemio Roman †   | Tomás Rojas        | 1–24       | Marc Skanderberg     |
| Bety Robles †     | Anilú Pardo        | 4–7        | Katja Schmitz        |
| Luis              | Cayetano Arámburo  | 5–39       |                      |
| Esteban †         | Everardo Arzate    | 10–29      | Peter Sura           |
| Begoña            | Haydée Navarra     | 12–36      | Agnes Hilpert        |
| Fatima            | Valeria Burgos     | 13–39      | Leni Leßmann         |

## Episodenliste
| Nr.                                                                         | Deutscher Titel                                       | Originaltitel                     |
| --------------------------------------------------------------------------- | ----------------------------------------------------- | --------------------------------- |
| 1                                                                           | Der Traum vom Feuer                                   | Soñar con fuego                   |
| 2                                                                           | Der Tod vergibt nicht                                 | La muerte no perdona              |
| 3                                                                           | Er ist nur mein Chef                                  | Es solo mi jefe                   |
| 4                                                                           | McAllen                                               | McAllen                           |
| 5                                                                           | Weißt du, worauf du dich da einlässt?                 | ¿Sabes dónde te estás metiendo?   |
| 6                                                                           | Die erste Nacht ist am schwierigsten                  | La primera noche es más difícil   |
| 7                                                                           | Die Toten können sprechen                             | Los muertos pueden hablar         |
| 8                                                                           | Familiengeschichte                                    | Historia familiar                 |
| 9                                                                           | Informationen sind Macht                              | Información es poder              |
| 10                                                                          | Vertrauen ist gut, Kontrolle ist besser               | Desconfía y acertarás             |
| 11                                                                          | Die Vergangenheit verfolgt mich                       | El pasado me persigue             |
| 12                                                                          | Ein Vater irrt sich niemals                           | Un padre no se equivoca           |
| 13                                                                          | Etwas Abstand                                         | Un poco de distancia              |
| 14                                                                          | Faule Äpfel                                           | Manzana prohibida                 |
| 15                                                                          | Ich glaube nicht an Zufälle                           | No creo en coincidencias          |
| 16                                                                          | Das begrabene Geheimnis                               | Secreto bajo tierra               |
| 17                                                                          | Überraschung                                          | Sorpresa                          |
| 18                                                                          | Das Fahndungsbild                                     | Retrato hablado                   |
| 19                                                                          | Nicht derjenige, für den man ihn hält                 | No es la persona que todos creen  |
| 20                                                                          | Vergangene Gegenwart                                  | Pasado presente                   |
| 21                                                                          | Schockierendes                                        | Golpe al corazón                  |
| 22                                                                          | Komplettverlust                                       | Perderlo todo                     |
| 23                                                                          | Wenn ich sie nicht haben kann, soll sie niemand haben | Si no son míos, no serán de nadie |
| 24                                                                          | Ein vaterloses Kind                                   | Un hijo sin padre                 |
| 25                                                                          | Ein unvergesslicher Abend                             | Una noche inolvidable             |
| 26                                                                          | Man kann nie genug Liebe haben                        | El amor nunca es demasiado        |
| 27                                                                          | Es gibt keine Zufälle                                 | Las coincidencias no existen      |
| 28                                                                          | Vater und Sohn                                        | Padre e hijo                      |
| 29                                                                          | Unterirdisch                                          | Bajo tierra                       |
| 30                                                                          | Gebrochene Herzen                                     | Corazones rotos                   |
| 31                                                                          | Die Ursachen                                          | La razón de los motivos           |
| 32                                                                          | Auferstanden von den Toten                            | Resucitar de entre los muertos    |
| 33                                                                          | Gewinner und Verlierer                                | Ganadores y perdedores            |
| 34                                                                          | Ein schlechter Vater                                  | Un padre extraño                  |
| 35                                                                          | Roadtrip                                              | Road trip                         |
| 36                                                                          | Du brauchst niemand anderen                           | No necesitas a nadie más          |
| 37                                                                          | Du kannst nicht alleine sein                          | No sabes estar solo               |
| 38                                                                          | Ich werde immer jemand anderes sein                   | Siempre voy a ser otro            |
| 39                                                                          | Die Zeit ist gekommen                                 | Llegó la hora                     |
| Am 17. August 2022 wurden alle Folgen der Serie bei Netflix veröffentlicht. |                                                       |                                   |